# Armadillidium mateui
Armadillidium mateui är en kräftdjursart som beskrevs av Albert Vandel 1953. Armadillidium mateui ingår i släktet Armadillidium och familjen klotgråsuggor. Inga underarter finns listade i Catalogue of Life.